# Geopelia
Geopelia és un gènere d'ocells de la família dels colúmbids (Columbidae ).
El gènere va ser introduït l'any 1837 pel naturalista anglès William John Swainson amb la colomba zebra (Geopelia striata) com a espècie tipus. El nom del gènere combina el grec antic geō- que significa "terra-" i "peleia" ' que significa "coloma".

## Taxonomia
Segons la Classificació del Congrés Ornitològic Internacional (versió 2.5, 2010) aquest gènere està format per cinc espècies:
- tortoreta diamant (Geopelia cuneata).
- tortoreta d'espatlles barrades (Geopelia humeralis).
- tortoreta barrada (Geopelia maugeus).
- tortoreta plàcida (Geopelia placida).
- tortoreta estriada (Geopelia striata).